# ويليام روبنز
ويليام روبنز (بالإنجليزية: William Robbins)‏ هو منافس ألعاب قوى أمريكي، ولد في 9 أغسطس 1885 في كامبريدج في الولايات المتحدة، وتوفي في 30 يوليو 1962.

## وصلات خارجية
- ويليام روبنز على موقع أوليمبيديا (الإنجليزية)